# BLEVE

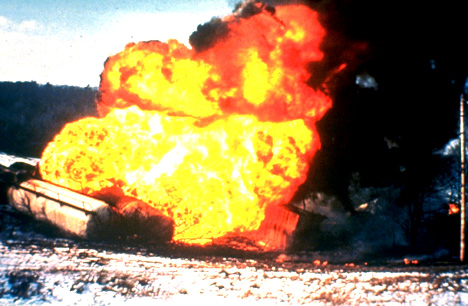
Eine BLEVE eines Tankers

Die BLEVE (ˈblɛviː, Akronym für englisch boiling liquid expanding vapour explosion) ist eine Explosion eines Tanks, der durch siedenden flüssigen Inhalt einen Riss der Tankwand oder ein zu schnelles Abströmen durch ein Überdruckventil auslöst. Der plötzlich auftretende Druckabfall verursacht ein Absinken des Siedepunkts der verbliebenen Flüssigkeit und somit deren schlagartiges Verdampfen und Bersten des Tanks. Der Begriff wurde nach der Kingman-Explosion, die sich am 5. Juli 1973 in Kingman, Arizona, USA ereignete, geprägt. Während beim Kesselzerknall einer Dampfmaschine ähnliche Prozesse ablaufen können, bezieht sich BLEVE auf beliebige Tanks mit oft auch entzündbarem Inhalt.

## Vorgang
Auslösend ist meist Brandwärme, die durch gut wärmeleitfähiges Metall ins Innere des Tanks weitergeleitet wird. Auch ungewollte chemische Reaktionen des Tankinhalts können die Wärmequelle sein. Entzündet sich langsam ausströmender Tankinhalt und erwärmt die Tankwand (lokal), kann auch dies den Verlust der Formstabilität der Wandung beschleunigen.

Phasen einer BLEVE

Schäden können aus folgenden Faktoren entstehen:
1. Die Druckwelle, sowie von ihr beschleunigte Trümmer
2. Verpuffung bzw. Explosion freigesetzter Substanzen
3. Große Gasmengen auch bei nichtbrennbaren Gasen können Sauerstoff in der Umgebung besonders in Innenräumen oder Mulden verdrängen
4. Paradoxerweise entziehen besonders inerte Stoffe durch die plötzliche Verdampfung und die Expansion der Umgebung viel Energie, sodass bei Berührung von stark gekühlten Metallteilen mit bloßer Haut die Gefahr von Gefrierbrand besteht

## Bekämpfung
Druckgasbehälter stellen ein erhebliches Gefahrenpotential bei der Brandbekämpfung dar, da wichtige Faktoren für die Abschätzung des Zerknallrisikos bzw. -zeitpunkts wie Bauweise des Tanks, Füllgrad oder Innentemperatur meist nicht schnell verfügbar sind. Entsprechend müssen diese generell umfangreich vor weiterem Wärmeeintrag geschützt und gekühlt werden. Nach Angaben der Hessischen Landesfeuerwehrschule liegen die benötigten Wassermengen allein zur Kühlung von brennenden LPG-Druckgasflaschen und Autogasfahrzeugen bei 15 l/min, privaten Flüssiggasbehältern bei 180 l/min, Lkw-Sattelzügen bei 1.200 l/min, Bahnkesselwagen bei 2.500 l/min sowie großen Speichern bzw. LPG-Tankern schließlich bis zu 150.000 l/min.
Präventiv können bei der Konstruktion an der Wandinnenseite oder in der Tankumgebung Materialien wie Aluminium verbaut werden, die eine hohe Wärmeleitfähigkeit haben und so einer ungleichmäßigen Erhitzung entgegenwirken. Unterirdisch verbaute Tanks sind besser vor dem Wärmeeintrag eines Brands geschützt, jedoch für Wartung oder Kühlmaßnahmen auch schwerer zu erreichen.

## Unfälle
Größere Schadensereignisse mit BLEVEs ereigneten sich:
- 1948: Kesselwagenexplosion in der BASF in Ludwigshafen am Rhein, Deutschland
- 1954: Tanklagerexplosion bei Niederstedem
- 1966: Raffinerie Feyzin, Frankreich
- 1973: Kingman-Explosion in Kingman, Arizona, USA
- 1978: Waverly-Explosion Waverly, Tennessee, USA,
- 1978: Tanklastzugunglück von Los Alfaques in der Gemeinde Alcanar, Spanien
- 1982 in Tacoa, Venezuela. Dieser Großunfall am 19. Dezember 1982[3] war eine Mischform zwischen BLEVE und Kesselzerknall. Ausgangspunkt war ein Schweröl-Tank, in dem sich oben offenbar eine Gasphase ausgebildet hatte. Arbeiter öffneten den Stutzen einer Messleitung, wo das Gas ausströmte und vorerst ruhig verbrannte. Das erhöhte den Innendruck, bis der obere Teil des Tanks barst, wobei die Trümmer förmlich in die Luft flogen. Danach wütete ein Großfeuer, das auch den benachbarten Tank erfasste. Im unteren Teil eines der Tanks musste sich eine große Menge Wasser befunden haben. Dieses erhitzte sich, konnte aber aufgrund des darüber liegenden Öls nicht sofort verdampfen. Der so entstehende Boilover setzte erst verzögert ein, dafür aber explosionsartig: Ein noch gewaltigeres Inferno als bei der ersten Explosion war die Folge. 150 Menschen fanden den Tod bei diesem bisher schlimmsten Öl-Lagerbrand der Geschichte.
- 1984 Raffinerie-Katastrophe in San Juanico, Mexiko. Hier brach in einem Lager mit Propan- und Butan-Tanks eine Leitung von 20 cm Durchmesser, die in der Folge nicht wie vorgesehen durch Ventile abgesperrt wurde. Die entstehende Gaswolke explodierte nach 10 Minuten. Diese externe Energiequelle (siehe oben) führte zu einer BLEVE bei einem nahestehenden Tank, was wiederum weitere BLEVEs in Folge bei weiteren Tanks auslöste. Nach offiziellen Angaben kamen dabei 500 Menschen ums Leben, es wird jedoch eine größere Zahl angenommen.[4]
- Am 28. September 2011 brach in einer Erdöl-Raffinerie von Shell in Singapur ein Brand aus. Die daraufhin beobachteten Explosionen und ein Feuerball deuten darauf hin, dass auch Lagertanks tangiert waren, bei denen mindestens eine BLEVE stattfand. Die Feuerwehr kühlte daraufhin benachbarte Lagertanks.[5]
- Am 30. Dezember 2013 explodierten in North Dakota Kesselwaggons voller Rohöl in Folge einer Kollision von fahrenden und entgleisten Zügen.[6]
- Am 21. März 2019 in Yancheng, Provinz Jiangsu, China.[7]
- Am 27. Juli 2021 explodierte ein Tank mit flüssigen Produktabfällen in der Schadstoffverbrennungsanlage des Chempark Leverkusen [8]